# Celina Haller
Celina Haller (Merano, 26 aprile 2000) è una sciatrice alpina italiana.

## Biografia
Slalomista originaria di Scena, si è formata sportivamente nello Skiclub Ifinger e nello Sport Club Meran, per poi arruolarsi nel gruppo sportivo Fiamme Gialle.
A livello giovanile, si distingue conquistando il titolo di campionessa italiana Aspiranti di slalom nel 2018; nel 2021 conquista analogo titolo tra le Giovani. Attiva nei circuiti FIS dal 2016, esordisce in Coppa Europa il 14 dicembre 2017 nel gigante di Andalo, senza concludere la prova; ottiene i primi punti il 9 gennaio 2021, piazzandosi 14^ nello slalom di Vaujany. In Coppa del Mondo esordisce il 13 novembre 2021 in occasione del parallelo di Lech, senza andare a punti. Non ha preso parte a rassegne olimpiche o iridate.
Parallelamente allo sci, dall'età di 13 anni pratica agonisticamente il calcio, giocando nel ruolo di attaccante: in particolare, ha militato nel campionato di Eccellenza con le maglie del Riffian-Kuens e dell'Obermais.

## Palmarès

### Coppa Europa
- Miglior piazzamento in classifica generale: 29^ nel 2025